# Le Dernier des immobiles
Pour plus de détails, voir Fiche technique et Distribution.
Le Dernier des immobiles est un film français réalisé par Nicola Sornaga, présenté au Festival Nemo (Paris), au Festival de Belfort 2003 et à la Mostra de Venise en 2003 et sorti en salles en France le 16 juin 2004.

## Fiche technique
- Titre : Le Dernier des immobiles
- Scénario et réalisation : Nicola Sornaga
- Image : Georges Leurquin, Joseph Guérin
- Son : Dana Farzanehpour, Benjamin Bober, Jean Holtzmann
- Décor : Patrick Chauveau
- Montage : Franck Littot
- Montage son : Tristan Essyad
- Musique : Bobby Few
- Producteurs : Gilles Sandoz, Humbert Balsan
- Sociétés de production : Maïa Films
- Pays d‘origine :  France
- Langue : français
- Genre : comédie
- Durée : 103 minutes
- Dates de sortie : 
  -  France : 25 janvier 2003 (Festival Nemo, Paris) / 10 octobre 2003 (Festival international du film d'Aubagne) / 16 juin 2004 (sortie nationale)
  -  Italie : septembre 2003 (Mostra de Venise)

## Distribution
- Matthieu Messagier
- Nicola Sornaga
- Dinara Droukarova
- Michel Bulteau
- Pierre Péchin

## Distinctions
- Sélection à la Mostra de Venise 2003, section Nuovi territori
- Prix Léo Scheer au Festival du film de Belfort[1]
- Prix special du jury festival CinemaJove  de Valencia

## Production

### Projet et réalisation
Le film, dont le tournage a débuté en 1999, est au départ un projet de documentaire sur Matthieu Messagier, et c'est à ce titre qu'il obtient l'avance sur recettes. Nicola Sornaga avait rencontré une première fois le poète à l'âge de 4 ans. Au fur et à mesure du tournage, le film « glisse » vers la fiction, le réalisateur considérant que le documentaire fait trop « sentir le poids du quotidien » et que pour respecter son personnage il doit « faire [lui]-même un poème. »
Malgré sa forme qui pourrait laisser penser qu'il est improvisé, le film, réalisé dans des conditions difficiles, est très écrit.

## Accueil critique  et public
L'accueil critique du film est plutôt bon. Le Monde lui consacre une pleine page, constituée d'une critique du film, d'un article sur Nicola Sornaga et d'un autre sur Matthieu Messagier. Jean-Luc Douin y qualifie le film de « Vrai-faux documentaire imbu d'esprit potache et nimbé d'amateurisme juvénile. » Il note que le film « frise le casse-gueule » mais que son énergie « insuffle des brises de sublime », dérapant sciemment dans « le loufoque, le burlesque, le foutraque. » Le journal Libération consacre lui aussi une pleine page à ce film au « souffle particulièrement emballant » qui est pour Philippe Azoury son « coup de cœur du moment. » Pour lui Sornaga « ne cesse de passer du sublime au comique, de l'illumination à l'autodérision » ce qui permet au film d'échapper aux « cuistreries d'usage » qui apparaissent en général dès qu'un artiste se revendique comme travaillant sur de la poésie. L'article note aussi que le film a été apprécié de Nanni Moretti, Philippe Garrel et André S. Labarthe qui est allé jusqu'à le comparer au film surréaliste L'Âge d'or de Luis Buñuel.
Le journal L'Humanité écrit que ce film est « tout de grâce inattendue pour dire les choses les plus graves et les plus insaisissables. » Le Canard enchaîné, qui classe le film parmi « les films qu'on peut voir cette semaine » souligne qu'il est « inattendu, foutraque et résolument non-moderne », ajoutant « ce qui nous change. »